# Vyhnanci (Star Trek)
Vyhnanci je název knihy, jejímž autorem je Howard Weinstein, patří k literatuře žánru science-fiction z fiktivního světa Star Trek. Svými postavami i dějem náleží k televiznímu seriálu Star Trek: Nová generace. Originál knihy, z něhož byl pořízen český překlad, má anglický název Star Trek: The Next Generation Exiles a pochází z roku 1990. V číslované řadě Nové Generace je označena číslem 14.

## Obsah
V příbězích Nové generace je kosmická loď Enterprise cestující vesmírem v 24. století. Na její palubě žije tisíc lidí. Kapitánem lodi je Jean-Luc Picard, pomáhají mu na velitelském můstku první důstojník William Riker, android nadporučík Dat, lodní poradkyně Deanna Troi, slepý poručík šéfinženýr Geordi La Forge, šéf bezpečnosti Worf z Klingonu.
Enterprise je vyslána sjednat příměří dvou sousedních planet v sektoru Sigma-485 Etolos a Alaj, mezi nimiž je 300 let nepřátelství, ač mají společné předky. Kdysi vládnoucí vrstva na Alaji vyhnala své odpůrce v několika vlnách, jedna z nich se usídlila na Etolosu. Ovšem nyní oběma planetám hrozí zánik a určité vlivné skupiny planet hledají smír a záchranu. Jedním z jejich pojítek jsou posvátná zvířata nefiiiiti, která na Alaji vymřela. I o nich je příběh.
Situaci následně zkomplikuje objevení obrovské kosmické lodě, řízené posledním příslušníkem náboženské sekty Danidem, která byla také kdysi z Alaje vyhnána. Ten za pomoci svého velmi vyspělého počítače likviduje veškerý odpor, zajímá v útrobách své gigantické lodě reketoplán vyslaný z Enterprise a svou loď vede ke srážce s Alajem i za cenu zničení planety, své lodě i sebe. Enterprise se staví do cesty, aby se kvůli záchraně planety obětovala.
Nakonec v posledním okamžiku je Danid přemožen výsadkem z raketoplánu vedeným Datem i Tiketem, Dat zapůsobí i na počítač lodě a katastrofu odvrátí. Obrovitá loď je připravena přestěhovat obyvatelstvo ohrožené planety na jiný, bezpečnější svět.

## České vydání knihy
Do češtiny knihu přeložil Vít Patlat v roce 2008 a vydalo ji nakladatelství Laser-books z Plzně . Je to drobná brožura s tmavou obálkou, s portréty Williama Rikera a Data. V edici SF Laseru je svazkem č.352, podedice Star Trek č.26.